# Dronavalli Harika

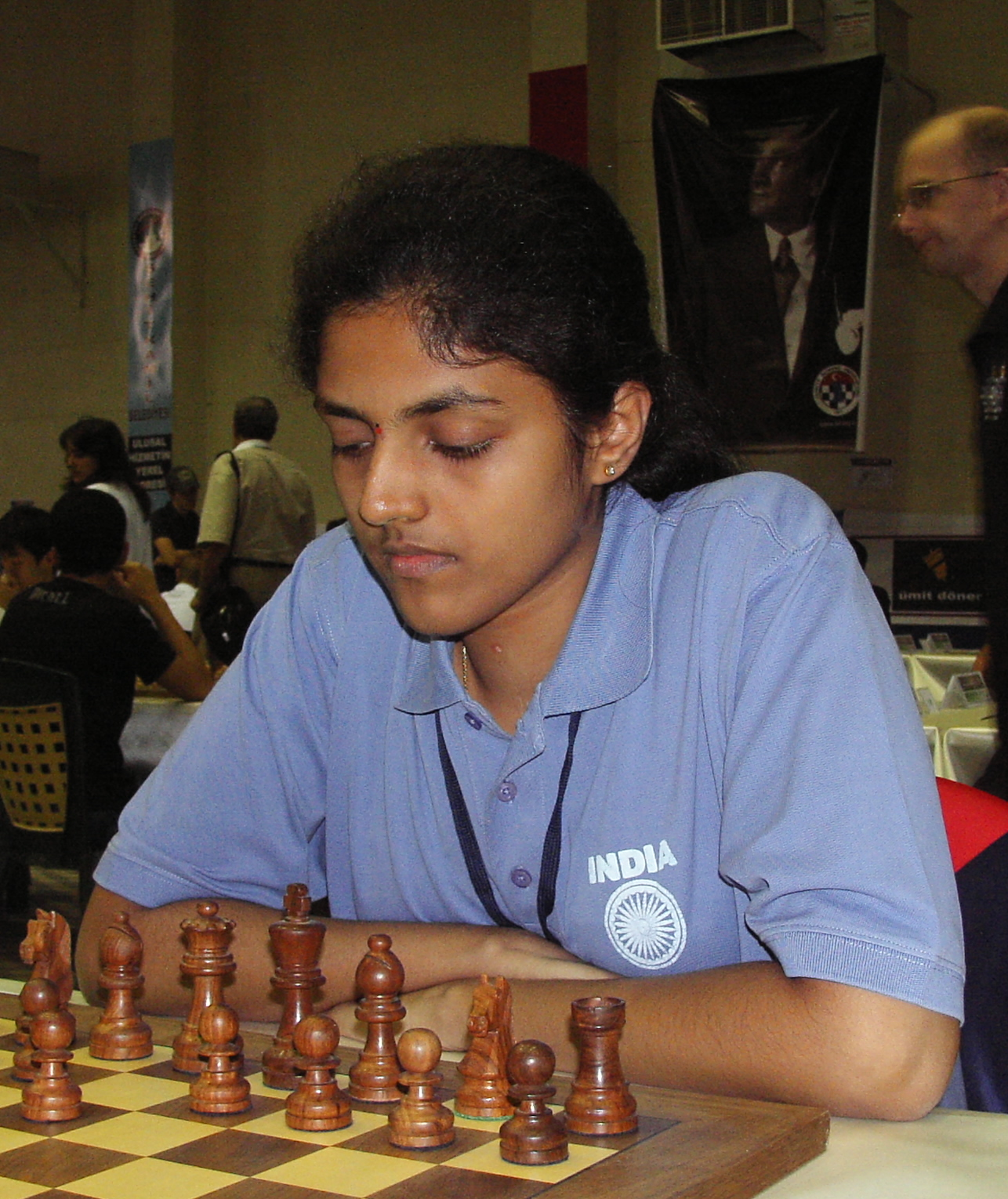
Dronavalli Harika in 2008

Dronavalli Harika (Gorantla, deelstaat Andhra Pradesh, 12 januari 1991) is een Indiase schaakster. 
Harika leerde schaken van haar vader toen ze acht jaar oud was. Op jonge leeftijd speelde ze al op hoog niveau. Ze was drie keer wereldkampioene bij de jeugd. In 2004 werd ze grootmeester bij de vrouwen (WGM), in 2007 internationaal meester (IM) en in 2011 grootmeester (GM). 
In 2007 ontving ze van de Indiase regering de Arjuna Award. 

## Resultaten bij jeugdwereldkampioenschappen
- 2000 - Oropesa del Mar: tweede bij jeugdwereldkampioenschap in categorie tot 10 jaar
- 2001 - Oropesa del Mar: tweede in categorie tot 12 jaar
- 2002 - Heraklion: derde in categorie tot 12 jaar
- 2004 - Heraklion: wereldkampioene in categorie tot 14 jaar
- 2006 - Batoemi: wereldkampioene in categorie tot 18 jaar
- 2008 - Gaziantep: wereldkampioene in categorie tot 20 jaar

## Overige resultaten
- In 2006 werd ze gedeeld 2e bij het 33ste Indiase kampioenschap voor vrouwen.
- In 2009 behaalde ze de eerste plaats bij het 36ste Indiase kampioenschap voor vrouwen.
- Tussen 2004 en 2010 kwam ze uit voor India bij de Schaakolympiade. In 2004 eindigde het team als negende.
- In 2010 werd ze in Antakya in de vierde ronde van het wereldkampioenschap voor vrouwen uitgeschakeld door Ruan Lufei, met 1.5–2.5.